# 431436 Gahberg
431436 Gahberg este o planetă minoră (asteroid) din centura de asteroizi. A fost descoperită pe 18 august 2007 la Gaisberg⁠(d) de Richard Gierlinger⁠(d). 
Obiectul prezintă o orbită caracterizată de o semiaxă mare de 2,6648502421831 UAi, o excentricitate de 0,23, o înclinație de 11,4 ° în raport cu ecliptica.